# Istiblennius zebra
Istiblennius zebra là một loài cá biển thuộc chi Istiblennius trong họ Cá mào gà. Loài cá này được mô tả lần đầu tiên vào năm 1875.

## Từ nguyên
Từ định danh zebra trong tiếng Latinh nghĩa là "ngựa vằn", hàm ý đề cập đến những vạch sọc giống ngựa vằn trên cơ thể loài này.

## Phân bố và môi trường sống
I. zebra là loài đặc hữu của quần đảo Hawaii, được tìm thấy dọc theo bờ biển đá từ vũng thủy triều đến vùng sóng vỗ, độ sâu đến 3 m. Loài này chịu được sự thay đổi lớn về nhiệt độ, độ mặn, hàm lượng oxy và độ pH.

## Mô tả
Chiều dài cơ thể lớn nhất được ghi nhận ở I. zebra là 19,3 cm. Cả hai giới đều có mào thịt ở đỉnh đầu.
Số gai vây lưng: 12–14; Số tia vây lưng: 20–23; Số gai vây hậu môn: 2; Số tia vây hậu môn: 21–23; Số tia vây ngực: 13–15; Số gai vây bựng: 1; Số tia vây bụng: 3.

## Sinh thái
Trứng của I. zebra có chất kết dính, được gắn vào chất nền thông qua một tấm đế dính dạng sợi. Cá bột là dạng phiêu sinh vật, thường được tìm thấy ở vùng nước nông gần bờ.
I. zebra có khả năng nhảy nổi bật, giúp chúng nhanh chóng nhảy từ vũng này sang vũng khác. Chúng ăn mùn bã hữu cơ và tảo.